# Onthophagus curvilamina
Onthophagus curvilamina är en skalbaggsart som beskrevs av Müller 1942. Onthophagus curvilamina ingår i släktet Onthophagus och familjen bladhorningar. Inga underarter finns listade i Catalogue of Life.